# 黄翩
黄翩（?—?），辽代政治人物，黄龙府（今吉林省农安）人。
辽圣宗太平六年（1026年），黄翩为兵马都部署，与都监霍实，兵进混同江（松花江）和苏默水一带。之后，又进兵女真境内，俘获不计其数，降其二百七十余户。太平九年（1029年）渤海人大延琳叛辽，黄翩参与起事。副留守王平谋叛大延琳，夜逃出城，和至黄龙府联络起义的黄翩同往行在告变，泄露大延琳的部署，使辽圣宗及时调集诸道兵员开赴东京围剿大延琳军。